# Beaver Creek (Minnesota)
Beaver Creek ist eine Kleinstadt (mit dem Status „City“) im Rock County im US-amerikanischen Bundesstaat Minnesota. Das U.S. Census Bureau hat bei der Volkszählung 2020 eine Einwohnerzahl von 280 ermittelt.

## Geografie
Beaver Creek liegt im Südwesten Minnesotas auf der Coteau des Prairies genannten Hochebene, die bis nach Iowa im Süden und South Dakota im Westen reicht. Der Ort liegt am linken Ufer des Beaver Creek, einem Nebenfluss des in den Missouri mündenden Big Sioux River. Die geografischen Koordinaten von Beaver Creek sind 43°36′51″ nördlicher Breite und 96°21′52″ westlicher Länge. Das Stadtgebiet erstreckt sich über eine Fläche von 1,29 km².
Benachbarte Orte von Beaver Creek sind Luverne (13,6 km ostnordöstlich), Steen (19,7 km südöstlich), Hills (11,9 km südlich), Valley Springs in South Dakota (9,8 km westsüdwestlich) und Garretson in South Dakota (23,8 km nordwestlich).
Die nächstgelegenen größeren Städte sind Minneapolis (348 km ostnordöstlich), Minnesotas Hauptstadt Saint Paul (360 km in der gleichen Richtung), Rochester (346 km östlich), Iowas Hauptstadt Des Moines (452 km südöstlich), Omaha in Nebraska (305 km südlich), Sioux Falls in South Dakota (32,1 km westsüdwestlich) und Fargo in North Dakota (399 km nördlich).

## Verkehr
Entlang des südlichen Stadtrandes von Beaver Creek verläuft die Interstate 90, der längste Interstate Highway des Landes. Alle anderen Straßen sind untergeordnete Landstraßen, teils unbefestigte Fahrwege oder innerörtliche Verbindungsstraßen.
Mit dem Luverne Municipal Airport befindet sich 16 km östlich ein kleiner Flugplatz. Die nächsten größeren Flughäfen sind der South Falls Regional Airport (32,5 km westlich), das Eppley Airfield nahe Omaha (301 km südlich) und der Minneapolis-Saint Paul International Airport (342 km ostnordöstlich).

## Demografische Daten
Nach der Volkszählung im Jahr 2010 lebten in Beaver Creek 297 Menschen in 117 Haushalten. Die Bevölkerungsdichte betrug 230,2 Einwohner pro Quadratkilometer. In den 117 Haushalten lebten statistisch je 2,54 Personen.
Ethnisch betrachtet setzte sich die Bevölkerung zusammen aus 97,0 Prozent Weißen, 1,0 Prozent Afroamerikanern, 0,3 Prozent (eine Person) amerikanischen Ureinwohnern sowie 1,7 Prozent aus anderen ethnischen Gruppen. Unabhängig von der ethnischen Zugehörigkeit waren 1,3 Prozent der Bevölkerung spanischer oder lateinamerikanischer Abstammung.
24,6 Prozent der Bevölkerung waren unter 18 Jahre alt, 63,6 Prozent waren zwischen 18 und 64 und 11,8 Prozent waren 65 Jahre oder älter. 46,5 Prozent der Bevölkerung war weiblich.

Das mittlere jährliche Einkommen eines Haushalts lag bei 34.615 USD. Das Pro-Kopf-Einkommen betrug 21.768 USD. 12,2 Prozent der Einwohner lebten unterhalb der Armutsgrenze.